# 거창 심우사 목조아미타여래좌상
거창 심우사 목조아미타여래좌상(居昌 尋牛寺 木造阿彌陀如來坐像)은 대한민국 경상남도 거창군, 심우사에 있는 조선시대의 불상이다. 2010년 12월 21일 대한민국의 보물 제1690호로 지정되었다.

## 개요
심우사 목조아미타여래좌상은 1640년 수화승 청허, 법현 등의 조각승이 제작하였다. 발원문에 의하면 이 불상은 원래 거창 덕유산 연수사에 모셔져 있었던 불상 중 하나였다.
청허는 17세기 초·중반에 활동한 조각승으로 수화승을 맡아 제작에 참여한 불상은 거창 심우사 불상 외에 1645년 《상주 남장사 목조아미타여래삼존좌상》(보물 제1635호)이 있다. 청허가 제작한 불상은 상호가 단정하고, 법의의 옷주름과 무릎 사이로 늘어진 옷자락을 볼륨감있게 표현하는 점이 특징이다. 상반신에서 흘러내린 옷자락이 오른쪽 발목 위까지 늘어져 무릎 아래로 몇 가닥의 주름으로 퍼지면서 정리되는 표현은 청허조각의 특징으로 볼 수 있으며, 이러한 표현 방식은 남장사 불상에도 나타난다.
상호는 양감있는 방형의 단정한 얼굴에 수평으로 길게 그은 눈썹에서 이어지는 삼각형의 납작한 코, 선정에 들어간 듯 반개한 눈, 꼭 다물고 입꼬리를 살짝 올린 입을 표현하여 근엄한 모습이다.
머리에는 나발이 표현되어 있으며, 반달형의 중간계주와 원통형의 정상계주가 표현되어 있다. 신체는 당당한 어깨, 넓고 안정된 하반신의 표현으로 안정감있는 모습을 보인다. 엄지와 중지를 맞 댄 두 손은 별도로 제작하여 끼워 넣은 것으로, 양 손의 높이가 낮아 거의 무릎에 맞닿아 있다. 법의는 이중으로 착용하였으며, 오른쪽 어깨의 옷주름은 ‘S’자로 흘러내리게 표현되었고, 결가부좌한 왼쪽 다리위에는 나뭇잎 모양으로 주름진 소맷자락이 표현되어 있다. 승각기는 매듭 없이 허리띠처럼 두 줄의 선처럼 표현하고, 복부는 살짝 나오게 표현하였다. 하반신의 옷주름은 무릎 위로는 간결하게 3단의 옷주름을 표현하고, 중심부에는 왼쪽다리와 오른쪽 다리에서 흘러내린 군의가 부채 꼴모양으로 퍼지도록 표현하였다.
심우사 아미타여래상은 수화승 청허의 작품 중 보물 제1635호로 지정된 《상주 남장사 목조아미타여래삼존좌상》보다 5년 전에 만들어진 불상으로 청허의 불상양식을 연구하는 데 중요한 자료적 가치를 지닌 것으로 국가문화재로 지정하여 보존하고 연구할 만한 가치가 충분하다고 평가되었다.

## 같이 보기
- 심우사

## 참고 자료
- 거창 심우사 목조아미타여래좌상 - 국가유산청 국가유산포털